# 秦羽
秦羽，編劇筆名又名秦亦孚，原名朱蘐。六十年代著名編劇和演員。朱啟鈐五女朱湄筠與張學良親信朱光沐的女兒。香港大學畢業。1962年第1屆金馬獎改編徐速原著的《星星月亮太陽》獲最佳編劇獎。1967年第5屆金馬獎以《蘇小妹》獲最佳編劇獎。1976年移民加拿大。